# 羅佩金
羅 佩金（ら はいきん）は清末民初の軍人。滇軍（雲南軍、雲南派）の指導者の1人。護国戦争（第三革命）において、護国軍の将軍の1人として活躍した人物でもある。字は熔軒、榕軒。原籍は四川省華陽県（現在の成都市双流区）。

## 事跡

### 清末の事跡
祖父の羅瑞図は翰林、父の羅森は挙人という家柄である。羅佩金は、1898年（光緒24年）に秀才となり、1903年（光緒29年）に昆明高等学堂に入学した。しかし、時の政治を論じたことを理由として退学処分となり、祖父の教え子だった両広総督岑春煊を頼る。
1904年（光緒30年）、日本に留学し、東京振武学校に入学した。翌年、楊振鴻・李根源の紹介により孫文と対面し、同年8月、中国同盟会の結成と同時にこれに加入した。10月、楊・李らとともに、革命派の雑誌である『雲南』雑誌を編集した。1909年（宣統元年）、陸軍士官学校を卒業し、帰国した。
帰国後、当初は岑春煊の紹介で、広西省の竜済光に任用してもらい、随営学堂総弁となった。しかし、まもなく竜から革命派の一味として警戒されたため、羅は雲南へ戻った。雲南に戻ると、新軍第19鎮随営学堂監督となり、雲南陸軍講武堂歩兵科教官も兼任した。後に、雲南督練処参議官兼陸軍小学堂総弁となる。さらに1911年（宣統3年）、第19鎮第39協第74標標統に任命された。

### 辛亥革命から護国戦争まで
1911年（宣統3年）10月10日、武昌起義が勃発すると、蔡鍔・李根源・唐継尭らに従い、羅佩金も革命派の蜂起に参加した。雲南軍政府が成立すると、羅は南征総統官、南防総司令、軍政部長などに任命され、雲南省南部の反革命派を鎮圧した。1912年（民国元年）8月、羅は北京政府から陸軍中将に任命される。1913年（民国2年）1月、雲南省民政長に就任した。同年10月、父の死去に伴い、民政長を辞職していったん帰郷した。
1915年（民国4年）、袁世凱が皇帝に即位する。羅佩金は雲南省の反袁勢力の中心人物として、蔡鍔・唐継尭らと密かに協議し、同年12月25日の護国戦争（第三革命）に参加した。羅は護国軍第1軍総参謀長に任命され、第1軍司令の蔡鍔を補佐して四川へ出撃した。さらに羅は、家産を雲南殖辺銀行に献金して、護国軍の組織・運営を支援している。蔡・羅は、物量で圧倒する北京政府軍を相手に善戦し、翌年月15日に広西将軍の陸栄廷が反袁独立を宣言したことで、形勢は逆転した。同年3月22日に袁は皇帝即位を取り消し、6月6日には死去した。

### 唐継尭に敗北
袁世凱死後、羅佩金は北京政府から上将に任命された。まもなく四川督軍兼省長となっていた蔡鍔が、日本で病没すると、羅が四川督軍護理（代理）となり、戴戡が署四川省長となった。しかし、川軍（四川軍）の劉存厚との間で激しい抗争が発生する。戴戡は戦死し、羅も北京政府により四川督軍護理の地位から免職され、四川省南部に撤退する。唐継尭から一度は靖国軍総司令（駐四川滇軍を改組）に任命されたが、唐から猜疑されてこの地位からも罷免され、羅は一度引退してしまった。
1921年（民国10年）、靖国軍第1軍軍長顧品珍が兵変により唐継尭を駆逐して雲南を支配する。羅は顧の招聘に応じ、迤南巡閲使として雲南省南部の平定に従事した。しかし1922年（民国11年）3月、雲南省へ戻ってきた唐継尭軍に顧は敗死してしまう。羅も唐の指名手配を受けたため逃亡したが、同年5月3日、苴却（現在の雲南省楚雄イ族自治州永仁県）で唐に味方する匪賊に逮捕、処刑された。享年45（満43歳）。